# West Hartford
West Hartford es una localidad ubicada en el condado de Hartford en el estado estadounidense de Connecticut, siendo un suburbio interior de la ciudad de Hartford. En el año 2020 tenía una población de 64,083 habitantes y una densidad poblacional de 1,074 personas por km².

## Demografía
Según la Oficina del Censo en 2000 los ingresos medios por hogar en la localidad eran de $61,665, y los ingresos medios por familia eran $77,865. Los hombres tenían unos ingresos medios de $52,450 frente a los $39,051 para las mujeres. La renta per cápita para la localidad era de $33,468. Alrededor del 4.5% de la población estaban por debajo del umbral de pobreza.